# Піддубцівська сільська рада (Луцький район)
Підду́бцівська сільська́ ра́да — адміністративно-територіальна одиниця та орган місцевого самоврядування в Луцькому районі Волинської області. Адміністративний центр — село Піддубці.

## Загальні відомості
- Територія ради: 29,229 км²
- Населення ради: 1 994 особи (станом на 2001 рік)

## Населені пункти
Сільській раді підпорядковані населені пункти:
- с. Піддубці
- с. Гаразджа

## Населення
Згідно з переписом УРСР 1989 року чисельність наявного населення сільської ради становила 1982 особи, з яких 925 чоловіків та 1057 жінок.
За переписом населення України 2001 року в сільській раді мешкали 1982 особи.

### Мова
Розподіл населення за рідною мовою за даними перепису 2001 року:
| Мова       | Відсоток |
| ---------- | -------- |
| українська | 98,75 %  |
| російська  | 0,95 %   |
| білоруська | 0,10 %   |
| молдовська | 0,10 %   |
| словацька  | 0,05 %   |

## Склад ради
Рада складається з 16 депутатів та голови.
- Голова ради: Горбатюк Борис Олексійович
- Секретар ради: Драницький Борис Олександрович

### Керівний склад попередніх скликань
| Прізвище, ім'я, по батькові  | Основні відомості                                                         | Дата обрання | Дата звільнення |
| ---------------------------- | ------------------------------------------------------------------------- | ------------ | --------------- |
| Гірський Віталій Ярославович | Сільський голова, 1968 року народження, безпартійний                      | 26.03.2006   | 31.10.2010      |
| Горбатюк Борис Олексійович   | Сільський голова, 1970 року народження, освіта вища, член Партії регіонів | 31.10.2010   |                 |

Примітка: таблиця складена за даними сайту Верховної Ради України

### Депутати
За результатами місцевих виборів 2010 року депутатами ради стали:

#### За суб'єктами висування
| Суб'єкт висування | Кількість обраних депутатів | %   |
| ----------------- | --------------------------- | --- |
| Самовисування     | 16                          | 100 |

#### За округами
| № округу | Прізвище, ім'я, по батькові      | Дата визнання обраним | Освіта  | Партійна приналежність | Відомості про обраного депутата                                |
| -------- | -------------------------------- | --------------------- | ------- | ---------------------- | -------------------------------------------------------------- |
| 1        | Панасюк Василь Андрійович        | 01.11.2010            | середня | позапартійний          | підприємець                                                    |
| 2        | Грисюк Людмила Петрівна          | 01.11.2010            | вища    | позапартійна           | Управління Держкомзему у Луцькому районі, провідний спеціаліст |
| 3        | Хомич Михайло Павлович           | 01.11.2010            | середня | позапартійний          | СзАТ «Піддубці», бригадир рільничної бригади                   |
| 4        | Бондар Сергій Денисович          | 01.11.2010            | середня | позапартійний          | тимчасово не працює                                            |
| 5        | Драницький Борис Олександрович   | 01.11.2010            | вища    | позапартійний          | підприємець                                                    |
| 6        | Матвєєв Сергій Анатолійович      | 01.11.2010            | середня | позапартійний          | тимчасово не працює                                            |
| 7        | Лазько Віктор Миколайович        | 01.11.2010            | вища    | позапартійний          | Піддубцівська сільська рада, секретар                          |
| 8        | Семенюк Зоя Василівна            | 01.11.2010            | середня | член Народної партії   | тимчасово не працює                                            |
| 9        | Качанюк Олександр Сергійович     | 01.11.2010            | середня | позапартійний          | тимчасово не працює                                            |
| 10       | Кобилянська Галина Володимирівна | 01.11.2010            | вища    | позапартійна           | Газджанська загальноосвітня школа І-ІІ ст., директор           |
| 11       | Потейчук Лідія Євгенівна         | 01.11.2010            | вища    | позапартійна           | Газджанська загальноосвітня школа І-ІІ ст., вчитель математики |
| 12       | Коренюк Дмитро Сергійович        | 01.11.2010            | середня | позапартійний          | Луцька філія ТОВ ПМТЗ «Агропромтехніка», заступник директора   |
| 13       | Колошва Олександр Володимирович  | 01.11.2010            | вища    | позапартійний          | підприємець, директор                                          |
| 14       | Гордєйчук Інна Леонідівна        | 01.11.2010            | вища    | позапартійна           | Волинський інститут післядипломної освіти, головний бухгалтер  |
| 15       | Михалевич Галина Адамівна        | 01.11.2010            | середня | член Партії регіонів   | тимчасово не працює                                            |
| 16       | Смолка Валентина Олександрівна   | 01.11.2010            | середня | позапартійна           | тимчасово не працює                                            |